# Liriomyza fasciola
Liriomyza fasciola este o specie de muște din genul Liriomyza, familia Agromyzidae. A fost descrisă pentru prima dată de Johann Wilhelm Meigen în anul 1838. Conform Catalogue of Life specia Liriomyza fasciola nu are subspecii cunoscute.